# Saprinus walkeri
Saprinus walkeri är en skalbaggsart som beskrevs av Heinrich Bickhardt 1910. Saprinus walkeri ingår i släktet Saprinus och familjen stumpbaggar. Inga underarter finns listade i Catalogue of Life.